# Kappō
Le kappō (活法) (méthode de résurrection) est une méthode de réanimation d'origine japonaise, ces techniques appelées katsu (活) (réanimation) consistent à exécuter des pressions ou frappes sur des points vitaux appelés kyūsho (急所) auxquelles viennent s'ajouter les techniques de réduction des luxations appelées seifuku (整復) (remettre en ordre) ou seikotsu (整骨) (réalignement des os). Les katsu sont utilisés notamment en cas de syncope, mais aussi lors de traumatisme moins grave comme les saignements de nez. Si les katsu furent longtemps enseignés au Japon puis en France au sein des cercles d'arts martiaux, son apprentissage est aujourd'hui beaucoup plus anecdotique.
Son opposé est le sappō (殺法) (méthode pour tuer), l'art de blesser ou tuer par pressions ou frappes sur les points vitaux.
Les points vitaux sont aussi appelés tsubo (壷) en acupuncture.

## Historique
Les méthodes de réanimation, basées soit sur la percussion ou le massage de points spéciaux, soit sur le kiai, remontent à une très haute antiquité. Il faut rechercher leur origine vers le XXXe siècle av. J.-C. en Chine, et très vraisemblablement les rattacher aux premiers pas de l'acupuncture.
L'introduction des méthodes chinoises au Japon fut beaucoup plus tardive ; elle coïncide avec le début des sciences, des arts et de la littérature dans ce pays, vers le VIe siècle ap. J.-C., c'est-à-dire à l'époque où les empereurs japonais envoyèrent en Chine de véritables missions d'études, en vue de se familiariser sérieusement avec l'authentique civilisation chinoise.
Adoptées par les Japonais, ces méthodes furent nettement séparées de toute autre discipline et devinrent une étude à part : l'art du kappō groupant une centaine de méthodes différentes de valeur inégales.
L'étonnante imprécision des dessins anciens ou récents retrouvés paraît avoir deux causes profondes : d'une part, l'empirisme du système qui s'apparente plus à la connaissance qu'à la science, d'autre part la volonté de recouvrir d'un voile les principes essentiels et les détails trop précis.
Ainsi la transmission de ces secrets était faite par l'enseignement oral, de façon à éviter la vulgarisation d'une technique qui était pour ses possesseurs un moyen de contrôle et de suprématie sur le commun. Le monopole était presque exclusivement conservé par la caste des samouraïs.